# Абубакер, Сара
Сара Абубакер (канн. ಸಾರಾ ಅಬೂಬಕ್ಕರ್, 30 июня 1936, Касарагод, Британская Индия — 10 января 2023, Мангалор, Карнатака) — индийская писательница на языке каннада, автор романов и рассказов, и переводчица.

## Ранние годы и образование
Сара родилась в Касарагоде, штат Керала, 30 июня 1936 года в семье Пудияпури Ахмада и Зайнаби Ахмад. У неё было четыре брата. Она была одной из первых девочек в мусульманской общине Касарагода, получивших образование, окончив местную школу каннада. После школы она вышла замуж и родила четырёх сыновей. Абубакер однажды заявила, что её желание продолжить образование вошло в противоречие с общественными нормами, ограничивавшими доступ женщин к высшему образованию, и что она смогла получить членство в библиотеке только в 1963 году.

## Карьера

### Карьера писательницы

#### Стиль и темы творчества
Книги Абубакер в основном посвящены жизни мусульманских женщин, живущих в регионе Касарагод, граничащем с индийскими штатами Керала и Карнатака. В своих произведениях она затрагивает проблемы равенства и несправедливости в своём сообществе, критикуя патриархальные системы внутри религиозных и семейных групп. Её стиль письма прямой и простой, она использует реалистический подход к литературе, отдавая приоритет выражению социальных проблем, а не стилистическим украшениям. Её книги посвящены сложным темам, таким как изнасилование в браке, общинное и религиозное насилие, а также индивидуальная автономия.

#### Публикации, постановки и экранизации
В 1981 году Абубакер опубликовала свою первую редакционную статью о межобщинной гармонии в местном ежемесячном журнале на языке каннада Lankesh Patrike. После этого она начала писать рассказы и романы о своей общине из народа беари, представитетели которого испоедают ислам и живут в некоторых частях индийских штатов Карнатака и Керала.
Абубакер наиболее известна своим первым романом «Чандрагирия Терадалли» (1981), который позже был переведён на английский язык Ванамалой Вишванатхой как «Breaking Ties» (с англ. — «Разрыв связей») и на маратхи Шиварамой Падиккалом в 1991 году. Изначально роман был опубликован в серийном виде в местном ежемесячном журнале Lankesh Patrike, а затем переиздан как роман. В нём рассказывается о жизни Надиры, молодой мусульманки, пытающейся отстоять свободу сначала от отца, а затем и от мужа. «Чандрагирия Терадалли» была адаптирована для театра и была поставлена в 2016 году со сценарием Рупы Котешвара. В 2019 году окружной суд вынес решение в пользу Абубакер по иску, который она подала о нарушении авторских прав против создателей фильма «Бьяри». Фильм получил премию Сварны Камаля на 59-м Национальном кинофестивале в 2011 году. Окружной суд установил, что он основан в первую очередь на книге Абубакер «Чандрагирия Терадалли» и что продюсеры не получили от неё разрешения адаптировать книгу для своего фильма.
По её роману «Враджагалу» (1988) снимается[когда?] фильм под названием «Саараваджра», продюсером которого является Девендра Редди. В фильме снимается актриса Ану Прабхакар Мукерджи в роли главной героини Нафисы, и кино прослеживает её жизнь с детства до старости, как она переживает брак и развод в мусульманской общине Касаргода.
С 1994 года Абубакер публиковала свои работы в собственной издательской компании «Chandragiri Prakashan».

### Карьера переводчицы
Абубакер перевела на каннада книги Т. В. Ичары Уорриера, Камалы Дас и Б. М. Сухары.

## Награды и почести
Абубакер получила ряд наград за свой вклад в литературу. 
- В 1984 году она получила премию Академии Карнатака Сахитья[3].
- В 1987 году она получила премию Анупамы Нираджана[3].
- С 1990 по 1994 год она была президентом местной ассоциации писателей Каравали Лекхакияра матту Вачакияра Сангха[5].
- В 1995 году она получила Премию Каннада Раджётсава[5].
- В 1996 году она получила премию Ратнамма Хегаде Махила Сахитья[3].
- Премия Дааны Чинтамани Аттимаббе[англ.] в 2001 году от правительства Карнатаки[англ.].
- В 2006 году она получила премию «Надоя» Университета Хампи[англ.] за вклад в литературу.
- В 2008 году ей была присвоена степень почётного доктора Университета Мангалора[англ.][5].